# مؤسسه باستان‌شناسی دانشگاه تهران
مؤسسه باستان‌شناسی دانشگاه تهران در عصر طراحی و ساخت مربوط به دوره پهلوی اول یعنی سلطنت رضاشاه پهلوی می باشد و در تهران، خیابان ولیعصر، بالاتر از پارک وی، روبروی خیابان پسیان قرار دارد. این اثر در تاریخ ۱۰ مهر ۱۳۸۰ با شمارهٔ ثبت ۴۲۰۰ به‌عنوان یکی از آثار ملی ایران به ثبت رسیده‌است.
ریاست مؤسسه باستان‌شناسی را دکتر مصطفی ده‌پهلوان بر عهده داردو از اعضای برجسته آن می‌توان به داریوش بوربور اشاره کرد.